# Seznam polkov po zaporednih številkah (600. - 649.)
Seznam polkov po zaporednih številkah - polki od 600. do 649.

## 600. polk
Pehotni
- 600. strelski polk (ZSSR)

Artilerijski
- 600 artilerijski polk (ZSSR)

## 601. polk
Pehotni
- 601. strelski polk (ZSSR)
- 601. pehotni polk (Wehrmacht)

Artilerijski
- 601. havbični artilerijski polk (ZSSR)

Inženirski/Pionirski
- 601. pionirski polk za posebne namene (Wehrmacht)

Komunikacijski
- 601. vodstveni komunikacijski polk (Wehrmacht)

## 602. polk
Pehotni
- 602. strelski polk (ZSSR)
- 602. pehotni polk (Wehrmacht)

Artilerijski
- 602. artilerijski polk (ZSSR)

## 603. polk
Pehotni
- 603. strelski polk (ZSSR)
- 603. pehotni polk (Wehrmacht)

Artilerijski
- 603. artilerijski polk (ZSSR)
- 603. artilerijski polk (Wehrmacht)

Komunikacijski
- 603. komunikacijski polk armadnih skupin (Wehrmacht)

## 604. polk
Pehotni
- 604. strelski polk (ZSSR)
- 604. grenadirski polk (Wehrmacht)

Artilerijski
- 604. lahki artilerijski polk (ZSSR)

Inženirski/Pionirski
- 604. pionirski polk za posebne namene (Wehrmacht)

Komunikacijski
- 604. komunikacijski polk za posebne namene (Wehrmacht)

## 605. polk
Pehotni
- 605. strelski polk (ZSSR)
- 605. pehotni polk (Wehrmacht)

Artilerijski
- 605. lahki artilerijski polk (ZSSR)

Inženirski/Pionirski
- 605. pionirski polk za posebne namene (Wehrmacht)

Komunikacijski
- 605. komunikacijski polk armadnih skupin (Wehrmacht)

## 606. polk
Pehotni
- 606. strelski polk (ZSSR)
- 606. pehotni polk (Wehrmacht)
- 606. grenadirski polk (Wehrmacht)

Artilerijski
- 606. lahki artilerijski polk (ZSSR)
- 606. artilerijski polk (Wehrmacht)

Inženirski/Pionirski
- 606. pionirski polk za posebne namene (Wehrmacht)

Komunikacijski
- 606. komunikacijski polk armadnih skupin (Wehrmacht)

## 607. polk
Pehotni
- 607. strelski polk (ZSSR)
- 607. pehotni polk (Wehrmacht)

Artilerijski
- 607. havbični artilerijski polk (ZSSR)

Komunikacijski
- 607. komunikacijski polk armadnih skupin (Wehrmacht)

## 608. polk
Pehotni
- 608. strelski polk (ZSSR)
- 608. pehotni polk (Wehrmacht)

Artilerijski
- 608. lahki artilerijski polk (ZSSR)

## 609. polk
Pehotni
- 609. strelski polk (ZSSR)
- 609. pehotni polk (Wehrmacht)

Artilerijski
- 609. havbični artilerijski polk (ZSSR)
- 609. artilerijski polk (Wehrmacht)

## 610. polk
Pehotni
- 610. strelski polk (ZSSR)
- 610. pehotni polk (Wehrmacht)

Artilerijski
- 610. artilerijski polk (ZSSR)
- 610. artilerijski polk (Wehrmacht)

## 611. polk
Pehotni
- 611. strelski polk (ZSSR)
- 611. pehotni polk (Wehrmacht)

Artilerijski
- 611. topniški artilerijski polk (ZSSR)

## 612. polk
Pehotni
- 612. strelski polk (ZSSR)
- 612. pehotni polk (Wehrmacht)

Artilerijski
- 612. topniški artilerijski polk (ZSSR)
- 612. artilerijski polk (Wehrmacht)

## 613. polk
Pehotni
- 613. strelski polk (ZSSR)
- 613. pehotni polk (Wehrmacht)
- 613. grenadirski polk (Wehrmacht)

Artilerijski
- 613. polk korpusne artilerije (ZSSR)
- 613. artilerijski polk (Wehrmacht)

## 614. polk
Pehotni
- 614. strelski polk (ZSSR)
- 614. pehotni polk (Wehrmacht)
- 614. grenadirski polk (Wehrmacht)

Artilerijski
- 614. polk korpusne artilerije (ZSSR)
- 614. artilerijski polk (Wehrmacht)

Inženirski/Pionirski
- 614. pionirski polk za posebne namene (Wehrmacht)

## 615. polk
Pehotni
- 615. strelski polk (ZSSR)
- 615. pehotni polk (Wehrmacht)
- 615. grenadirski polk (Wehrmacht)

Artilerijski
- 615. polk korpusne artilerije (ZSSR)

## 616. polk
Pehotni
- 616. strelski polk (ZSSR)
- 616. pehotni polk (Wehrmacht)
- 616. grenadirski polk (Wehrmacht)

Artilerijski
- 616. lahki artilerijski polk (ZSSR)

## 617. polk
Pehotni
- 617. strelski polk (ZSSR)
- 617. pehotni polk (Wehrmacht)
- 617. grenadirski polk (Wehrmacht)

Artilerijski
- 617. havbični artilerijski polk (ZSSR)
- 617. artilerijski polk (Wehrmacht)

Inženirski/Pionirski
- 617. pionirski polk za posebne namene (Wehrmacht)

## 618. polk
Pehotni
- 618. strelski polk (ZSSR)
- 618. pehotni polk (Wehrmacht)
- 618. grenadirski polk (Wehrmacht)

Artilerijski
- 618. lahki artilerijski polk (ZSSR)
- 618. artilerijski polk (Wehrmacht)

Komunikacijski
- 618. komunikacijski polk za posebne namene (Wehrmacht)

## 619. polk
Pehotni
- 619. strelski polk (ZSSR)
- 619. pehotni polk (Wehrmacht)
- 619. grenadirski polk (Wehrmacht)

Artilerijski
- 619. havbični artilerijski polk (ZSSR)
- 619. artilerijski polk (Wehrmacht)
- 619. obalni artilerijski polk kopenske vojske (Wehrmacht)

## 620. polk
Pehotni
- 620. strelski polk (ZSSR)
- 620. pehotni polk (Wehrmacht)
- 620. grenadirski polk (Wehrmacht)

Artilerijski
- 620. havbični artilerijski polk (ZSSR)

Inženirski/Pionirski
- 620. pionirski polk za posebne namene (Wehrmacht)

## 621. polk
Pehotni
- 621. strelski polk (ZSSR)
- 621. pehotni polk (Wehrmacht)

Artilerijski
- 621. havbični artilerijski polk (ZSSR)
- 621. artilerijski polk (Wehrmacht)

## 622. polk
Pehotni
- 622. strelski polk (ZSSR)
- 622. pehotni polk (Wehrmacht)

Artilerijski
- 622. havbični artilerijski polk (ZSSR)
- 622. artilerijski polk (Wehrmacht)

## 623. polk
Pehotni
- 623. strelski polk (ZSSR)
- 623. pehotni polk (Wehrmacht)
- 623. grenadirski polk (Wehrmacht)

Artilerijski
- 623. lahki artilerijski polk (ZSSR)
- 623. artilerijski polk (Wehrmacht)

Inženirski/Pionirski
- 623. pionirski polk za posebne namene (Wehrmacht)

## 624. polk
Pehotni
- 624. strelski polk (ZSSR)
- 624. pehotni polk (Wehrmacht)

Artilerijski
- 624. havbični artilerijski polk (ZSSR)

## 625. polk
Pehotni
- 625. strelski polk (ZSSR)
- 625. pehotni polk (Wehrmacht)
- 625. grenadirski polk (Wehrmacht)

Artilerijski
- 625. lahki artilerijski polk (ZSSR)

## 626. polk
Pehotni
- 626. strelski polk (ZSSR)
- 626. pehotni polk (Wehrmacht)

Artilerijski
- 626. havbični artilerijski polk (ZSSR)

## 627. polk
Pehotni
- 627. strelski polk (ZSSR)
- 627. pehotni polk (Wehrmacht)

Artilerijski
- 627. lahki artilerijski polk (ZSSR)
- 627. artilerijski polk (Wehrmacht)

## 628. polk
Pehotni
- 628. strelski polk (ZSSR)
- 628. pehotni polk (Wehrmacht)

Artilerijski
- 628. lahki artilerijski polk (ZSSR)

Inženirski/Pionirski
- 628. pionirski polk za posebne namene (Wehrmacht)

## 629. polk
Pehotni
- 629. strelski polk (ZSSR)
- 629. pehotni polk (Wehrmacht)

Artilerijski
- 629. havbični artilerijski polk (ZSSR)

## 630. polk
Pehotni
- 630. strelski polk (ZSSR)
- 630. pehotni polk (Wehrmacht)

Artilerijski
- 630. havbični artilerijski polk (ZSSR)
- 630. artilerijski polk (Wehrmacht)

## 631. polk
Pehotni
- 631. strelski polk (ZSSR)

Artilerijski
- 631. havbični artilerijski polk (ZSSR)

## 632. polk
Pehotni
- 632. strelski polk (ZSSR)
- 632. pehotni polk (Wehrmacht)

Artilerijski
- 632. havbični artilerijski polk (ZSSR)

## 633. polk
Pehotni
- 633. strelski polk (ZSSR)
- 633. pehotni polk (Wehrmacht)

Artilerijski
- 633. havbični artilerijski polk (ZSSR)

## 634. polk
Pehotni
- 634. strelski polk (ZSSR)
- 634. pehotni polk (Wehrmacht)

Artilerijski
- 634. havbični artilerijski polk (ZSSR)

## 635. polk
Pehotni
- 635. strelski polk (ZSSR)
- 635. pehotni polk (Wehrmacht)
- 635. grenadirski polk (Wehrmacht)

Artilerijski
- 635. lahki artilerijski polk (ZSSR)

Komunikacijski
- 635. armadni komunikacijski polk (Wehrmacht)

## 636. polk
Pehotni
- 636. strelski polk (ZSSR)
- 636. pehotni polk (Wehrmacht)
- 636. grenadirski polk (Wehrmacht)

Artilerijski
- 636. topniški artilerijski polk (ZSSR)

Komunikacijski
- 636. komunikacijski polk za posebne namene (Wehrmacht)

## 637. polk
Pehotni
- 637. strelski polk (ZSSR)
- 637. pehotni polk (Wehrmacht)
- 637. grenadirski polk (Wehrmacht)

Artilerijski
- 637. havbični artilerijski polk (ZSSR)

## 638. polk
Pehotni
- 638. strelski polk (ZSSR)
- 638. pehotni polk (Wehrmacht)
- 638. grenadirski polk (Wehrmacht)

Artilerijski
- 638. protiletalski artilerijski polk (ZSSR)

## 639. polk
Pehotni
- 639. strelski polk (ZSSR)
- 639. pehotni polk (Wehrmacht)
- 639. grenadirski polk (Wehrmacht)

Artilerijski
- 639. lahki artilerijski polk (ZSSR)

Komunikacijski
- 639. armadni komunikacijski polk (Wehrmacht)
- 639. komunikacijski polk armadnih skupin (Wehrmacht)

## 640. polk
Pehotni
- 640. strelski polk (ZSSR)
- 640. pehotni polk (Wehrmacht)
- 640. grenadirski polk (Wehrmacht)

Artilerijski
- 640. havbični artilerijski polk (ZSSR)

## 641. polk
Pehotni
- 641. strelski polk (ZSSR)
- 641. pehotni polk (Wehrmacht)

Artilerijski
- 641. artilerijski polk (ZSSR)

Aviacijski
- 641. aviacijski polk (ZDA)

## 642. polk
Pehotni
- 642. strelski polk (ZSSR)
- 642. pehotni polk (Wehrmacht)

Artilerijski
- 642. artilerijski polk (ZSSR)

## 643. polk
Pehotni
- 643. strelski polk (ZSSR)
- 643. pehotni polk (Wehrmacht)

Artilerijski
- 643. polk korpusne artilerije (ZSSR)
- 643. obalni artilerijski polk kopenske vojske (Wehrmacht)

## 644. polk
Pehotni
- 644. strelski polk (ZSSR)
- 644. pehotni polk (Wehrmacht)

Artilerijski
- 644. polk korpusne artilerije (ZSSR)
- 644. obalni artilerijski polk kopenske vojske (Wehrmacht)

## 645. polk
Pehotni
- 645. strelski polk (ZSSR)
- 645. pehotni polk (Wehrmacht)

Artilerijski
- 645. polk korpusne artilerije (ZSSR)
- 645. obalni artilerijski polk kopenske vojske (Wehrmacht)

## 646. polk
Pehotni
- 646. strelski polk (ZSSR)
- 646. pehotni polk (Wehrmacht)

Artilerijski
- 646. polk korpusne artilerije (ZSSR)

## 647. polk
Pehotni
- 647. strelski polk (ZSSR)
- 647. pehotni polk (Wehrmacht)

Artilerijski
- 647. polk korpusne artilerije (ZSSR)

## 648. polk
Pehotni
- 648. strelski polk (ZSSR)
- 648. pehotni polk (Wehrmacht)

Artilerijski
- 648. polk korpusne artilerije (ZSSR)

## 649. polk
Pehotni
- 649. strelski polk (ZSSR)
- 649. pehotni polk (Wehrmacht)

Artilerijski
- 649. polk korpusne artilerije (ZSSR)
- 649. obalni artilerijski polk kopenske vojske (Wehrmacht)